# Ulrich Roloff (Musiker)
Ulrich Roloff (* 25. Oktober 1955 in Berlin) ist ein deutscher Flötist.

## Biografie
Im Alter von 16 Jahren – als mehrfacher Preisträger im Wettbewerb Jugend musiziert – wurde Ulrich Roloff in die Klasse von Hans-Peter Schmitz (Soloflötist Berliner Philharmonisches Orchester) zunächst an das Julius-Stern-Institut Berlin aufgenommen und setzte dann später sein Studium an der damaligen Hochschule für Musik in Berlin fort. Nach mehrjährigem Studienaufenthalt in London an der Guildhall School of Music bei Peter Lloyd (Soloflötist London Symphony Orchestra) schloss er seine musikalische Ausbildung mit ergänzenden Studien bei Andreas Blau (Soloflötist Berliner Philharmonisches Orchester) in Berlin ab.
Wesentliche musikalische Prägung verdankt er der Zusammenarbeit mit seinem Vater, dem Pianisten Helmut Roloff.

## Konzerttätigkeit
Ulrich Roloff konzertiert als Solist und Ensemblemusiker im In- und Ausland. Im Duo mit Klavier, Harfe, Cello oder Gitarre unternimmt er Konzertreisen durch ganz Deutschland, Polen, die Schweiz und Russland. Er ist Gast auf Musikfestivals und in Konzertreihen (u. a. Musiktage Salzgitter, Reihe Wartburgkonzerte von DeutschlandRadio, Reihe Potsdamer Hofkonzerte im Neuen Palais, Öschelbronner Musikfestwoche, Konzert beim Bundespräsidenten in Schloss Bellevue) und gab häufig Konzerte in der Berliner Philharmonie, die durch CD und zahlreiche Rundfunkaufnahmen dokumentiert sind. Neben seiner Konzerttätigkeit widmet er sich auch kompositorischen Aufgaben (1995 Uraufführung einer Komposition für Flöte solo in der Berliner Philharmonie).
Besonderheiten im Flötenspiel Ulrich Roloffs sind das grundsätzliche Auswendigspiel sowie seine außergewöhnliche Technik der Zirkularatmung.